# Танна (фильм)
Танна (англ. Tanna) — австралийско-вануатский драматический фильм, снятый Мартином Батлером и Бентли Дином. Мировая премьера ленты состоялась 7 сентября 2015 года на Венецианском кинофестивале. Фильм был выдвинут Австралией на премию «Оскар» за лучший фильм на иностранном языке.

## Сюжет
Фильм рассказывает историю запретной любви жителей племени на острове Танна, где всегда заключали браки по договорённости.

## В ролях
- Мэри Вава — Вава
- Мунгау Даин — Даин
- Марселин Рофит — Селин
- Чарли Кала — Чарли
- Алби Нанджа — шаман
- Лингай Ковиа — отец
- Дадва Мунгау — бабушка
- Микум Тайнакоу — вождь имединов

## Критика
Фильм получил положительные оценки кинокритиков. На сайте Rotten Tomatoes у него 92 % положительных отзывов на основе 38 рецензий, на Metacritic — 75 баллов из 100 на основе 19 рецензий.
Кеннет Туран из Los Angeles Times объявил «Танну» одним из лучших фильмов о людях южной части Тихого океана. Люк Бакмастер из The Guardian писал: «Танна обладает тёплой, мерцающей жизненной силой. Как и деревья и птицы, кадр ощущается живым». Стефани Мерри из The Washington Post отметила, что «в фильме есть что-то захватывающее, что знакомит нас с краем мира, о котором мы даже не подозревали».

## Награды и номинации
| Награда                                   | Категория                                   | Номинанты                                   | Результат | Прим.         |
| ----------------------------------------- | ------------------------------------------- | ------------------------------------------- | --------- | ------------- |
| AACTA Awards                              | Лучший фильм                                | Мартин Батлер, Бентли Дин, Кэролин Джонсон  | Номинация | [ 9 ]         |
| AACTA Awards                              | Лучшая режиссура                            | Мартин Батлер, Бентли Дин                   | Номинация | [ 9 ]         |
| AACTA Awards                              | Лучшая операторская работа                  | Бентли Дин                                  | Номинация | [ 9 ]         |
| AACTA Awards                              | Лучшая музыка                               | Энтони Партос                               | Победа    | [ 9 ]         |
| AACTA Awards                              | Лучший звук                                 | Джеймс Эштон, Эмма Бортиньон, Мартин Батлер | Номинация | [ 9 ]         |
| Оскар                                     | Лучший фильм на иностранном языке           | Мартин Батлер, Бентли Дин                   | Номинация | [ 10 ] [ 11 ] |
| African-American Film Critics Association | Лучший фильм на иностранном языке           | Мартин Батлер, Бентли Дин                   | Победа    | [ 12 ]        |
| Australian Screen Editors Award           | Лучший монтаж                               | Таня Неме                                   | Победа    | [ 13 ]        |
| FCCA Awards                               | Лучший фильм                                | Мартин Батлер, Бентли Дин, Кэролин Джонсон  | Номинация |               |
| FCCA Awards                               | Лучшая музыка                               | Энтони Партос                               | Победа    |               |
| FCCA Awards                               | Лучшая операторская работа                  | Бентли Дин                                  | Номинация |               |
| FCCA Awards                               | Лучший монтаж                               | Таня Неме                                   | Номинация |               |
| Фестиваль Camerimage                      | «Золотая лягушка»                           | Бентли Дин                                  | Номинация |               |
| Лондонский кинофестиваль                  | Специальный приз жюри                       | Мартин Батлер, Бентли Дин                   | Победа    |               |
| Венецианский кинофестиваль                | Премия международной недели критиков        | Мартин Батлер, Бентли Дин                   | Победа    |               |
| Венецианский кинофестиваль                | Fedeora Award за лучшую операторскую работу | Бентли Дин                                  | Победа    |               |